# 장생포

장생포 고래박물관

장생포(長生浦)는 한반도의 울산만 연안에 있는 포구이다. 소재지는 대한민국 울산광역시 남구 장생포동이다. 과거 고래잡이로 유명했던 포구이다.

## 장생포의 고래잡이 역사
장생포 연안은 귀신고래가 많이 서식하는 바닷가라고 하여 울산 극경 회유 해면이라는 이름의 천연기념물로 지정되어 있으며, 또한 밍크고래, 참고래 등 다양한 고래 종이 다수 서식해온 것으로 알려져 있다. 그러나 한국인에게는 고래고기를 먹는 풍습이 없었고, 교통의 미비로 고래고기의 유통 역시 쉽지 않았기 때문에, 그들 스스로 고래잡이에 나서는 경우는 없었다. 한반도에서 고래잡이가 처음 시작된 것은 1848년 미국에 의해서이다.
장생포에서 고래잡이가 시작된 것은 1899년, 러시아의 태평양어업 주식회사에 의해서였다. 이 회사는 대한제국 정부로부터 포경 허가권을 양도받아 조업을 시작하였으며, 장생포를 고래 해체 작업장으로 이용하였다. 이 때부터 장생포는 포경의 전진기지로 조명받기 시작하였다.
1905년의 러일전쟁 이후에 포경 허가권은 일본으로 넘어갔으며, 이후 일제 강점기가 끝날 때까지 장생포의 고래잡이는 일본 포경선에 의하여 이루어지게 되었다. 특히 1915년에 한반도 각지의 포경기지가 정비되면서부터는, 장생포가 고래잡이의 중심항이 되었다. 이 때에 생산된 고래고기의 대부분은, 소비량이 많은 일본으로 수출되었다.
1945년 광복을 맞이하면서, 한반도의 고래잡이는 한국인들에 의하여 스스로 이루어지게 되었다. 한국인이 설립한 최초의 포경회사는, 일제 강점기 당시 포경선에서 조업을 한 경험이 있는 한국인 200여명이 출자하여 설립한 조선포경주식회사이다. 이 회사는 일제 강점기 당시에 이들 한국인 종업원들에 대한 체불임금과 퇴직금 몫으로, 일본수산주식회사로부터 목조 포경선 두 척을 양도받아 장생포를 중심으로 조업을 시작했다.
1970년대 말 고래잡이가 전성기를 이룬 시기에 장생포는 20여척의 포경선과 1만 여명의 인구가 상주하는 큰 마을이었다. 그러나 1980년 지나친 포획으로 인하여 개체수가 감소하자 포획량 역시 함께 줄어들었고, 일부 종은 멸종에 이르렀다. 이윽고 1986년 국제포경위원회(IWC)에서 상업포경금지를 결정하면서 고래잡이는 중단되었다. 이후 인근에 공업단지가 조성되면서 대부분의 주민들이 이주하였고 마을은 쇠퇴하였다.

## 장생포의 고래잡이와 울산의 지역문화
울산광역시에서는 장생포의 고래잡이가 울산을 대표할 수 있는 상징이라고 판단하여, 이를 울산의 지역문화와 연계시키려는 여러 가지 노력을 하고 있다. 울산광역시의 시(市) 캐릭터인 해울이는 고래를 의인화시킨 형태이며, 이를 이용한 캐릭터 상품이나 모바일 바탕화면이 제공되고 있다. 또한 울산광역시 남구청에서는 장생포 해양공원에서는 매년 5~6월 경에 울산고래축제를 개최하여, 장생포의 고래잡이 역사를 되새기고 있다.
한편 2005년 5월에는 제57차 국제포경위원회 연례회의를 울산에서 유치하는 성과도 있었다. 이 회의를 기념하며 설립된 장생포 고래박물관은, 고래잡이 역사에 관련한 다양한 자료와 함께 포경선 모형, 고래 뼈 등을 전시하고 있다.

## 같이 보기
- 고래연구소
- 장생포고래박물관